# Zuppa di bacche di sambuco
La zuppa di bacche di sambuco (in tedesco Fliederbeersuppe o Holunderbeersuppe) è una minestra dolce tipica delle regioni settentrionali della Germania: Schleswig-Holstein, Amburgo, Meclemburgo-Pomerania Anteriore (e in genere, in tutta la Pomerania), ma la si può trovare anche più a sud, in Sassonia e Vogtland.
Si tratta di una zuppa a base di frutti di sambuco, in cui vengono cotti piccoli gnocchi (Klöße) di farina di grano tenero o di semola di grano duro.

## Preparazione
Le bacche di sambuco vengono cotte con lo zucchero, e il succo ottenuto viene passato al setaccio. Viene aggiunto dell'amido per addensarlo, del succo di limone (o in alternativa, del limone in fette), e dell'altra frutta (tipicamente mela o pera) in pezzi; talora vengono aggiunti cannella o chiodi di garofano. In questo composto vengono poi fatti cuocere gli gnocchetti di farina.